# Jean-François de Bourgoing
Jean-François, baron de Bourgoing, född 20 november 1748 i Nevers, död 20 juli 1811 i Karlsbad, var en fransk diplomat.
Bourgoing tillhörde en gammal adlig ätt, som haft flera framstående medlemmar. Efter att ha tjänstgjort vid franska beskickningar hos åtskilliga tyska furstar, var han 1777–85 sekreterare vid ambassaden i Madrid och förvärvade därunder grundlig kännedom om spanska förhållanden.
1787-91 var han minister i Hamburg, och de oroliga åren 1791–93 var han minister i Madrid och 1795 medverkade han verksamt till freden i Basel. Efter Brumairekuppen den 9 november 1799 avgick han som minister till Köpenhamn, där han bidrog till närmandet mellan Ryssland och Frankrike. I maj 1801 sändes han till Stockholm och svensk hovet där han fikck företräda förste konsulns avvisande politik mot ett återupplivande av den gamla alliansen mellan Sverige och Frankrike. Då han i april 1803 lämnade Stockholm hade förhållandet mellan länderna försämrats. Han var från 1808 till sin död minister i kungariket Sachsen, och var som sådan närvarande vid kongressen i Erfurt 1808. Han invaldes som utländsk ledamot av svenska Vetenskapsakademien 1810.